# Bartomeu Guasp i Gelabert
Bartomeu Guasp i Gelabert (Alaró, Mallorca, 1893 – Palma, 1976), fou un sacerdot, escriptor i poeta mallorquí.
Ordenat sacerdot l'any 1920, publicà articles i llibres sobre història eclesiàstica de Mallorca, entre els quals destaca La vida ermitana a Mallorca des del segle xiii a l'actualitat (1946).
El 1924, essent capellà de l'església de Pòrtol (Marratxí) recopilà una llista dels capellans encarregats, vicaris 'in capite', ecònoms i rectors de l'església de Pòrtol, en un quadern manuscrit intitulat Notes vàries (recollides dels llibres i papers d'aquest arxiu vicarial) que podran servir per una Monografia històrica de l'Església de Nostra Senyora del Carme de Pòrtol que serví posteriorment el 1975 a mn. Cristòfor Tries i Serra per fer-ne la llista completa, en la qual Guasp hi figura entre els anys 1922-26.
Col·laborà en la publicació quinzenal Documenta. Noticias históricas i documentales referentes a la villa de San Juan, que es va editar des de 1941 fins al desembre de 1947.

## Poesia
Considerat un poeta menor adscrit a l'Escola Mallorquina, recollí la seva obra a Poesies (1972). Va compondre l'oda Coves de Sant Miquel (1949), inspirat per les Coves de Campanet.
Un exemple de la seva poesia és la següent, publicada a Obra diversa en vers i en prosa, i dedicada al retaule gòtic de l'Església Parroquial de Santa Maria del Camí.
Calats relleus de sòbria galanura

broden l'acert d'aquest retaue vell

on de l'artista el seny discret fulgura

qui el va pintar amb anònim pinzell. 

Dins un fons d'or de l'edat mitjana

que té un suau matís flordelisat

d'espatles a una gòtica barana

i en un coixí gentil amb majestat. 

## Obres
- Artístiques, 1928 poema presentat als Jocs Florals de Barcelona[8]
- Rustiquesa, 1928 poema presentat als Jocs Florals de Barcelona[9]
- La vida ermitana a Mallorca des del segle xiii a l'actualitat, 1946
- Poesies, 1972
- Datos y noticias para la historia de Alaró y su castillo, Imp. Moderna, Llucmajor, 1973 «Enllaç». Arxivat de l'original el 2016-03-03. [Consulta: 11 maig 2010].